# ال نورته
ال نورته (به انگلیسی: El Norte) فیلمی ۱۳۹ دقیقه‌ای به کارگردانی گرگوری ناوا محصول کشور ایالات متحده آمریکا است.